# 中国民族主义

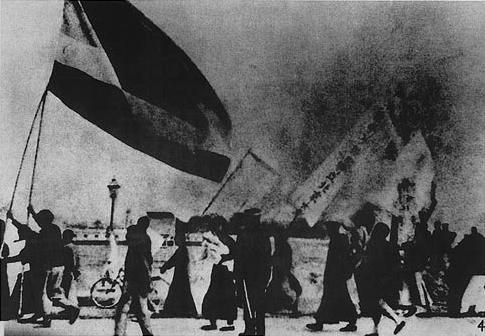
20世紀初期，中国的民族主义情绪急剧高涨，以1919年的五四运动為代表。

中國民族主義，也稱為大中華主義，是中華人民共和國和中華民國兩個各自宣稱代表全中國的政權的民族主義政治主張與意識型態等，主張全中國境內的民族，包括漢族和少數民族，以共同國族認同，形成中華民族，將中國建立這些民族共同的民族國家，以民族主義促進全中國人民的文化和民族團結。
中國民族主義的主張不同于大汉族主义及其他主张单一民族建国的地方民族主义或分离主义等。中國民族主義主張在凡拥有中国国籍的各民族人民都为中華民族一员，由各民族共同组成之中华民族建立一统一之民族国家的国族认同。根據孫中山在《三民主義》中的概念，中國民族主義應該是一種建立在統一價值觀之上的公民民族主義形式，但這並沒有得到後人的充分承認或在實踐中得到應用。
中國民族主義興起於清朝末期，由於甲午戰爭的慘敗、列強在華劃分勢力範圍、八國聯軍之役等，都迫使中國支付經濟賠償並給予外國人特權。中國作為宇宙中心優越的天朝帝國的形象破滅，舊體制現代化的最後努力沒有成功。晚清改革者梁啟超在1898年戊戌變法失敗後，流亡到日本，開始研究中國民族主義思想。
第一次世界大戰的影響不斷塑造著中國的民族主義。儘管加入了協約國，但中國再次受到1919年凡爾賽條約的嚴重羞辱，該條約將給予德國的特權轉移給了日本帝國。這導致了1919年的五四運動，它發展成為全國性的抗議活動，中國民族主義情緒高漲。軍閥時代，由中國國民黨領導的大規模軍事行動壓倒了地方軍閥，大幅降低了外國人的特權，進一步加強了中國各地民眾的國族認同感。
日本帝國在二戰中戰敗後，中國成為聯合國創始國和安理會五大常任理事國之一，中國民族主義再次獲得支持與關注。然而，國共內戰（因日本入侵而暫停）隨後全面恢復，破壞了中國統一之形象。隨著中國國民黨政權撤退至臺灣，中國共產黨在1949年成功奪取政權。在毛澤東的領導下，中國共產黨繼續將中國民族主義作為政治理念及工具。後來，中國共產黨也以貫徹中國民族主義等為理據，控制中國境內各地分離主義運動等。由於中美關係之變化，中華人民共和國外交部在回覆有關該主題的媒體問題時，經常引用中國民族主義之相關論述。

## 歷史

### 中国民族主义的萌生与崛起
中國古代民族主義思想核心是「非我族類，其心必異」，最重「華夷之辨」；20世紀初，中國知識精英開始有「中華民族」概念，漸漸形成建立近代民族國家為核心之近代民族主義；經過第一次世界大戰及十月革命，中國民族主義與國際主義（或稱世界主義）聯繫；中國人——包括中國共產黨和中國國民黨——更自覺用世界眼光觀察中國，以民族主義應付近代中國危機和挑戰:2-3。
清末新政期间兴起的国民教育风潮，强调于教育中灌输国民观念，启发爱国情怀。以地理教科书为例，编者常对中国优越的地理环境倍加称赞。比如1906年经清朝学部审定发行的《蒙学中国地理教科书》对中国的地理情势有如下赞誉：“亚洲之中，国以十数，惟我中国，版图寥阔，民庶殷繁，雄踞其东南部，盖世界著名之大国也”。同时期的《初等小学中国地理教科书》中，同样将中国置于亚洲范围内加以考察：“亚细亚洲……中凡十数国，惟中国版图最广，气候适宜，民庶尤众，为四千年来文化发达、世界著名之大国。余国或为藩属，或与互市，皆环处东北西三部而分治焉”。这种关于中国与周边国家关系的观点能激发学生的民族情感。而京师大学堂所编《本国中等教科地理志》，则将中国与英、俄两国相比较，称中国的国土面积虽不如英、俄两国为大，但有其独特的优越性。这些从整体上夸誉中国地理条件之优越的文字，大多出自地理课本最开始的章节，便于引导学生在接触中国地理之初就能产生对祖国的爱护之情。再以历史教科书为例，1910年同样经清朝学部审定发行的《中國歷史教科書（原名本朝史講義）》一开篇即表示：“本朝史者，中國史之一部，即全史中之最近世史。中國之建邦，遠在五千年以前，有世界最長之歷史。又有其文化為古來東洋諸國之冠。其疆域奄有東方亞細亞之什九，其興衰隆替足以牽動亞細亞列國之大勢。故中國史之範圍，實佔東洋史全體之太半”。这是以“中国”为名，包括各民族主导中国历史内容的通史书写的历史教科书的典型例子。
此外，漢民族主義亦是清末中国有影响力的民族主义思潮，特别是革命党的大汉族主义之“排满”民族主义主张。如1907年在日本东京发行的《民报》刊同盟会章炳麟《天讨》之“今日之讨满，乃种族革命与政治革命并行者也”，同盟会亦有“驱逐鞑虏、恢复中华”的大汉民族主义主张，甚至有人主张排满重于排洋——在目睹1911年辛亥革命中武昌城内屠杀满人的惨境后，梁鼎芬语黎元洪“谓满洲为异种人，西洋各国独同种乎？何以于此则杀惟恐不尽，于彼则待之惟恐不亲”，而后来的国民党原来胡汉民也承认：“正惟‘排满’二字之口号，极简明切要，易于普遍全国。”
维新运动、辛亥革命、新文化运动等运动促进了西方民族观念在中国进一步传播，而1905年的“抵制美国华工禁约”运动、1915年的“抵制二十一条”运动、1918年的“抵制中日密约”运动、1919年的五四运动以及第一次世界大战等一些列事件也给中国的民族资产阶级和工人阶级带来了发展机遇，社会结构和阶级结构的这种变化，促成了中国近代意义上民族主义的萌生。
自1895年以来，随着西方列强持续入侵中国，中国的知识分子感到民族危机迫在眉睫，对旧有的政治制度感到不满，意图改造中国的传统体制。虽然如梁启超在内的早期民族主义者支持维护传统儒家，但是在1910年代的新文化运动中李大钊、陈独秀等新民族主义者则开始将危机归咎于民族文化的缺陷，猛烈抨击旧的文化制度。而在第一次世界大战中，如奥匈帝国、奥斯曼帝国、俄罗斯帝国等老牌帝国主义国家倒台，各色基于民族自决原则建立的国家在欧洲涌现，而后日本也迅速崛起，取代西方成为侵略中国的主要列强，同样刺激了当时的中国思想界。民族救亡思想在随后的1919年五四运动中达到了高潮，中国在凡尔赛和会的外交失败将民众导向到全国性的民族主义政治运动，民众不再相信西方的自由主义、国际主义、帝国主义，中国民族主义也由此崛起。
五四运动后的1920年代，国家统一和民族独立已成为中国政治人士的共识，促使中国国内所有的政治派别联合起来。李大钊、陈独秀在内的五四运动领导人成立了中国共产党，而另外一些领导人加入了中国国民党。国共双方联合起来对抗北洋政府。强烈的民族主义情绪使得中国国民党在1927年与苏俄、共产党决裂，前者指责后者在外蒙古等地煽动民族独立，最终中国国民党在1928年独自完成了中国统一。在1930年代，国民党还组织“民族文艺主义”以对抗共产党组织之左联，反对鼓吹阶级斗争之文艺，提倡文艺发挥民族精神、唤醒民族意识。国民政府对外还面临着日本的严重威胁，日本在满洲、热河、上海持续侵略中国，日本的侵略与反日情绪的流行也促成中国民族主义的流行。虽然中国国民党自己认为已经完成了其纯粹的民族主义革命使命，但在中国共产党看来国民政府只是“形式上“统一中国，所谓的“国家统一”不过是建立在与北方较强大的各股军阀武装结成的脆弱联盟的基础之上，所谓“民族独立”也不过是与帝国主义列强握手言和，让外国经济继续左右本身民族经济的发展，而在抗日战争中中国共产党因为其反对帝国主义、要求全面抗战的主张赢得了民族的信任，中国共产党所在的延安不仅是共产主义者的发源地，也逐渐成为了中华民族抵抗日本侵略者的象征，中国共产党将其抗日的民族主义主张灌输给全国的农民，将他们对日本的抵抗意识转化为现代民族意识，从而动员了更多农民参与革命，同时也扩大了中国民族主义的传播。
1945年抗战结束后，中国战胜了日本并跻身联合国五大国之列，当时的国民党政府宣称是自己结束了民族的“百年国耻”；而在随后到来的内战中，中国共产党将中国国民党宣传为美国帝国主义代理人，将内战宣扬为中华民族的“解放战争”，并最终推翻了中国国民党在中国大陆的统治，1949年毛泽东在中华人民共和国开国大典上讲的“中国人民站起来了”也是中国结束“百年国耻”的标志之一。

### 毛泽东时代的中华人民共和国
早期的许多中国共产党建立者是在救亡图存的中国民族主义价值驱动下接受共产主义，托洛茨基语之为“救世主式的革命民族主义精神”，例如李大钊将中国之命运归咎于资本主义世界，在资本主义压迫下中华民族全体都属于世界无产阶级一员，中国的解放亦为人类解放事业的一部分，因而支持各種民族自決運動。莫里斯·迈斯纳在《李大钊与中国马克思主义的起源》如此评价民族主义在中国马克思主义发展的作用：“民族主义提供了通过统一战线开展群众运动的条件，并最终促使中国共产党人依靠农村和农民起义争取革命的胜利。”毛泽东也同李大钊一样，论证了民族斗争与阶级斗争的一致性，将民族主义融入到他自己的思想中。毛泽东本人的民族主义意识不仅体现在他对共产国际的敌视上，还体现在他对“中国革命是世界革命进程的中心”的认知上，他认为所有的中国人都是潜在的革命者，可以通过激发民众的民族情感来达成自己的共产主义目标。在第二次国共内战期间，毛泽东领导下的中国共产党成功利用民众的反帝国主义、反封建主义、反官僚资本情绪构建了基于社会主义的新的国家民族主义（state nationalism）意识形态，这一意识形态强调国家的所有人民，不再区分民族成分。而在中国共产党的政治话语中，中华人民共和国的成立是中华民族的“伟大历史飞跃”，改变了旧中国四分五裂的局面，真正赢得了民族独立。
在毛泽东时代，毛本人对于国家统一也扮演了重要角色，朝鲜战争、中印战争、中苏冲突以及后来的中越战争都对中国民族主义兴起起到了推波助澜的作用。虽然中国共产党继承了中国国民党关于“中华民族”的论述，当更多的强调“国家统一、民族团结”而不是孙中山所讲的“民族的统一”，这主要是因为而在社会主义的阶级斗争意识形态中，民族主义只是一种过渡阶段，因此不论是大汉族主义还是其它少数民族的民族主义都没有政治空间，作为社会主义国家的中华人民共和国更加强调社会主义与帝国主义、人民与公敌之间的阶级斗争，因此民族主义在中国大陆从来就没有被中国政府公开肯定过，而这一压制民族主义的“民族平等”也促成了中国大陆前30年的民族融合。
我国各民族已经团结成为一个自由平等的民族大家庭。在发扬各民族间的友爱互助、反对帝国主义、反对各民族内部的人民公敌、反对大民族主义和地方民族主义的基础上，我国的民族团结将继续加强。国家在经济建设和文化建设的过程中将照顾各民族的需要，而在社会主义改造的问题上将充分注意各民族发展的特点。
中国共产党的领导人将领土统一作为一项继续解决的使命，中国共产党迅速扫清了中国大陆的国民党残余势力，并在1951年驻军西藏拉萨，对于中国共产党来说最大的问题莫过于中国国民党统治下的台湾。中国共产党在1950年夏季进攻台湾的计划由于美国派遣第七舰队进入台湾海峡而被迫终止，而俄国在中国北方旅大等地的占领也阻碍着中国共产党完成其民族主义使命。1949年后中国共产党驱逐外国人动受到了民族主义情绪高涨的中国民众的欢迎，中国共产党认可的“民族资产阶级”可以享受较好的社会待遇，但在1957年双百运动中人们开始批评苏联对于中国东北的破坏时，中国共产党痛斥这些人为“反苏、反社会主义的民族主义分子”——1958年，毛泽东又开始担忧中国过度依赖苏联，提出了大跃进的“自力更生”原则，还在庐山大会上批评彭德怀“背着祖国，里通外国”与赫鲁晓夫一道干涉中国内政，晚年的毛泽东认为文化大革命的胜利可以确保社会主义在中国胜利，正如他在1930年预测的“中国革命是世界革命进程的中心”，他将苏联作为其革命民族主义的主要攻击对象，最终促成了中美关系缓和。在毛泽东死后，作为“中华民族解放者”，仍旧受到中国共产党的正面肯定。

### 改革开放后的中华人民共和国
随着中國1980年代开始全面改革開放，中国思想界进入繁荣。同时，面对中国经济水平落后，与港台及西方国家差距巨大的现实，除对中国政治现状和社会主义制度的否定外，中国社会和知识分子开始对中国及中华文明进行全面批判，全盘西化论兴起。1988年，刘晓波在接受采访时称，中国应当接受全盘西化，并提出中国需成为西方国家“三百年殖民地”的观点。他认为“香港一百年殖民地变成今天这样，中国那么大，当然需要三百年殖民地，才会变成今年香港这样，三百年够不够，我还有怀疑。”当年中国官方媒体制作的《河殇》更直接表达了对西方文明的向往，被视为全盘否定中国及中华文明的典型，是为六四事件前奏，1989年亦被视为全盘西化论的顶峰。但由於示威者衝擊了中國共產黨的政權，最终中國政府將這波民主、自由派思潮以武力清场方式收尾。
与六四事件同一时间开始的东欧剧变，开启了1990年代一系列共产主义政权倒台的序幕。苏联解体之后，共产主义政权式微。中国与越南、老挝、古巴三国，成为仅剩的以马克思列宁主义为意识形态的社会主义国家。反和平演变是1990年代中国政治生活中心。此后，随着中国经济发展，国家实力提升，中国民众可能因经济差距巨大而倒向“西方怀抱”的担忧被销解，并导致全盘西化论衰退。
中国政府在进入1990年代后，除将先前的学潮归咎于崇洋媚外，强调用历史和国情进行爱国主义教育，提高青少年的民族自尊心和自信心，并在1990年代颁布了《爱国主义实施纲要》，而后来的1993年的银河号事件、1997年香港回歸、1999年的澳門回歸和中国驻南斯拉夫大使馆被炸事件也将中国大陆的民族主义、爱国主义情绪推向高潮。在另一方面，长期奉为官方意识形态的马列主义在六四后逐渐失去了吸引力，中国共产党转而拥抱其一直反对的中国传统文化价值，新左派知识分子也以爱国主义者的形象抨击自由主义，文化上的保守性与“反激进”与1980年代的民主主义、自由主义思潮形成了鲜明对比，中国民族本位与中国文化被放在与西方文化霸权的对立面——1993年的文明冲突论也冲击了中国的知识界，而1996年出版的《中国可以说不》开始明确而狂热地宣扬民族主义，“爱国主义”在这些进程中逐渐成为了中国大陆社会凝聚力的核心，为“维稳压倒一切”提供了必要的精神纽带，至今仍然影响者中国政治、外交和社会生活。
習近平在2012年出任中共中央總書記和中央軍委主席，成為中國最高領導人，執掌這個擁有14億人口的世界第二大經濟體。習近平首先提出了中華民族偉大復興的中國夢作為他執政的核心思想。在文化上，中国的民主主义则体现在“中华优秀传统文化”上，这不仅体现在他对“中国优秀传统文化”的推崇上，也体现在他对“文化自信”的更广泛的宣传上。与此同时，亦发起对西方的经济、政治、文化上的批判，以此证明中国文化的优越性。在處理國際關係上，習近平採取更加進取的手段，甚至發起「戰狼外交」，传言称習近平視美國為中國的頭號敵人。美國印太司令部司令戴維森出席聯邦參議院軍事委員會聽證會時說，習近平將統一台灣作為其中一個優先考慮策略，在2019年向台灣提出「一國兩制臺灣方案」遭抵制和反對，在民主進步黨籍的蔡英文連任中華民國總統後，習近平又積極部署「武統台灣」，海峽兩岸關係空前緊張。据部分新聞媒体报导，中國大陆很可能會在6年內攻打台灣，並企圖在亞洲地區取代美國影響力。吉迪恩‧拉赫曼指出，為了鞏固統治，拋棄辯證看待西方好與壞的思維，加強愛國主義建設、教育以及控制外部資訊下，同時與自我審查的言論環境等共同作用，會形成不理智的中國反西方情緒，年輕世代漸漸趨於極端。近年來中国經濟與市場快速提升，即使是移民和留學生民族主義也非常強烈，美國之音報導，中國民族主義正從過去的防衛和屈辱意識，隨著軍力與工業技術力的爆發式發展，思想轉移到擴張與推進的形式，如果不加以控制，民族主义有趨於極端的傾向，那給中國帶來民主反而可能會激化這種情緒，從而導致更大的危害性。
不過當局亦對此有其他看法，如2024年春節前夕，江蘇南京一間商場被指控，新裝修擁有日之丸、旭日旗等元素，引發網路論戰，更被發現該愛國博主「戰馬行動」（已封禁）有多次誣告前科。《環球時報》前總編輯胡錫進批中國應該開放自信，不該太過極端，而此次事件動用公共資源偵查不屬實，後證實圖案只是指煙花，官方媒體央視罕有特評「愛國不是生意」，過往主張愛國無罪，但是有些好事者已經破壞正常秩序和社會生活，不能總是和稀泥，也不必動輒封殺誰，更不可對博眼球、刷“存在感”一味的妥協，相關單位或受害人要挺直腰骨，面對這種任意誹謗敢於提訴。律師指追究的話，像此類為個人牟利濫用舉報的不法行為，可按犯尋釁滋事罪紀錄，更是需要依擾亂程度罰以拘禁並求償責任的。

### 中華民國政府遷臺後
1949年國民政府遷臺後，敗退的中國國民黨在臺灣仍以中華正統自居，這也將中國民族主義帶到臺灣，蔣中正在臺灣長期主張反共復國，為建立“中华文化认同”、确立以“中华民国”为核心的“一个中国认同”从学前教育到高等教育各个阶段，灌输“中国意识”，教导学生要继承“中华文化道统”，在1960年代開展中華文化復興運動，促成了臺灣人的“中國認同”或“中華民國認同”。从1970年代开始，随着中华人民共和国政府在外交上取得突破，国民党所坚持的中国正统意识陷入了危机，台湾出现台湾乡土文学论战、台湾意识论战等有关于民族主义的讨论，台湾独立运动或台湾主体意识的支持者开始持续挑战中国国民党的中国民族主义意识形态。而在保钓运动中，台湾大学中坚持中国民族主义的保钓师生一直受到台独派、自由派以及国民党派学生与校方乃至“国府”的联合围剿。
在台湾民主化后，代表“中国民族主义”或“中华民国认同”的以中国国民党为首的泛蓝阵营和代表台湾民族主义和台湾认同的以台湾民进党为首的泛绿阵营在民族意识上一直存在交锋，而根据国立政治大学的自1992年开启的有关国族认同的民意调查，自2007年后台湾岛内民众认为自己“只是台湾人”的比例已经超过“既是台湾人也是中国人”的比例。2014年爆發的太陽花學運，被認為是臺灣民間對馬英九政府長期的中國民族主義傾向之反彈。

## 政治主张

象征五族共和的五色旗是现代中国国族（中华民族）的象征之一

### 国族观念
中华民族的概念最早是由清末立宪派提出，用于对抗革命党人的排满主张。
针对于革命派主张之大汉族主义，君主立宪派的杨度、梁启超、严复等人则反对汉族单一建国的观点，主张“合五族之人民为中国之人民，合五族之土地为中国之土地”。梁启超是最早把现代民族主义概念引入中国的人。在1901年，梁启超在《国家思想变迁异同论》中向中国人第一次介绍了“民族主义”（nationalism）和“民族帝国主义”（imperialism）的区别，更在《中国史叙论》一文中明确“中国民族”的概念，尔后在1902年他在《论中国学术思想变迁之大势》一文中首次创造出“中华民族”的概念，用他自己的话来讲，“欲救中国，无他术焉，亦先建设一民族主义之国家而已”，认为中国亟需整合全国之人力、物力，建立起一个现代民族国家，但在梁氏早期论述中，“中国民族”或者“中华民族”或指汉族、或指国族。杨度在1907年的《金铁主义》中则用“国家主义”指代国族观念，提出了“五族合一”、“五族一家”，并认为“五族分立”是“亡国之政策”。而严复也在《天演论》中称“今之满、蒙、汉人，皆黄种也。由是言之，则中国者，遂古以还，固一种之所君也”。这些观点最终演化了辛亥初年的“五族共和”口号，也影响了后来的中国民族主义。
晚清亦初次引入近代的國籍觀念，於1909年3月28日頒布的《大清國籍條例》是中國第一部國籍法，也是中國第一部有關國籍的法律。《大清國籍條例》將中國各個民族包括滿、漢、回、蒙等統轄於中國中華大“血脈”之中，亦认同了不同于大汉族主义的国族观念，採用血统主义原則认定国籍。而在中华民国建立以后，原本主张大汉族主义的孙中山等人也接受了“五族共和”的思想，在《中华民国临时大总统宣言书》中称“合汉、满、蒙、回、藏诸地为一国，即合汉、满、蒙、回、藏诸族为一人，此为民族之统一”，由此“五族共和”成为了民国初年的官方民族观念。后来的中国政府都采纳了“中华民族”作为官方民族概念。

## 当代发展

### 重新崛起与构建完成
陈学明将1990年至2006年间的中国民族主义分为三个阶段：1990年至1995年为民族主义酝酿期（中华人民共和国爱国主义教育），1995年至2001年为第一个高潮，2002至2005年为第二个高潮。1990年代与民族主义相关的事件，主要聚焦于中美关系。2000年后，多聚焦于中日关系。
1996年出版的《中国可以说不》，是1990年代中国民族主义重新崛起、萌芽阶段的标志。也有研究者将它视为1990年代以来，中国反西方主义的第三波。第一波是，1990年代初何新的反西方言论。第二波是，1994年后，张颐武、陈晓明的后殖民文化批评，甘阳、崔之元的制度创新说和盛洪的文明比较论。
研究者将民族主义重新崛起，概括为三个原因：一、综合国力增长与西方国家打压之间的矛盾；二、传统意识形态（即马克思列宁主义、共产主义）功能弱化与重建政府合法性的需求；三、经济全球化影响与国家战略利益调整的选择。
有觀點认为，是中国政府开始主張和鼓动中國民族主义鞏固政權，宣扬中華民族文化，反对国家分裂，放弃阶级斗争，并推動愛國主義教育鞏固政權。对于反对中国共产党的一切力量，往往也上升到“反华”的民族主义高度来批判。

### 特征
对于1990年代后中国民族主义的特征，有多种描述，它是中国社会自下而上自主式构建；为应激性、非宗教、世俗性的民族主义，具有情绪倾向性和内容空洞性，理性与非理性杂糅；有中国社会进入网络时代，互联网言论影响的时代特性。
凤凰国际智库研究员在金融時報撰稿，認為现在中国大陆官方推崇的民族主义则具有以下特点：
1. 带有浓重的儒家文化色彩。儒家作为一种伦理学说，它的核心之一是“礼”，包含一系列对群己关系和人际关系的规范，強調孔子的“君君、臣臣、父父、子子”。因此部分中國大陆人常常会把台湾（人）、香港（人）矮化为儿女，台湾（人）、香港（人）的许多行为看作是对大陆“母亲”的“不孝之举”。这种将台湾、香港、中國大陆放在家庭伦理中思考的视角就是儒家伦理规范的特点之一；
2. 带有浓重的工具色彩。作为对共产主义意识形态的补充，民族主义被官方当做一种整合社会意识的工具以及发泄民众负面情绪的窗口。中国官方相信民族主义作为一种意识形态，可以使得民众更加地拥护执政党和国家。因为民族主义在政治诉求上主张“民族是国家存续唯一的合法基础”。另一方面，在中国当前的政治体制下中国民众缺乏表达政治诉求的渠道，而当前积累的社会矛盾又迫切需要一个发泄负面情绪的出口，那么民族主义就能作为一个对官方来说是相对“安全的”发泄情绪的工具，而民众也会默契地配合。这解釋了为什么网络上或者现实中民族主义表现得最激烈的，往往是底层民众。由于受到的社会不公最多，因而他们的“负能量”也是在各个阶层当中最大的[44]。
3. 「我們中國四萬萬（人）不但是很和平的民族，並且是很文明的民族」[45]，來主張應該把中國所有各民族融成一個中華民族[46]。

## 外部連結
- 張灝：〈關於中國近代史上民族主義的幾點省思〉 （页面存档备份，存于）（1989）
- 黄克武：〈民族主义的再发现：抗战时期中国朝野对“中华民族”的讨论 （页面存档备份，存于）〉。
- 陳方正：〈論中國民族主義與世界意識 （页面存档备份，存于）〉。
- 劉紹華：〈中國民族主義的崛起與挑戰 （页面存档备份，存于）〉。
- 冯崇义：〈民族主义与当代中国的自由主义者 （页面存档备份，存于）〉。
- 施正鋒：〈中國的民族主義 （页面存档备份，存于）〉。
- 白魯恂：〈中國民族主義與現代化 （页面存档备份，存于）〉。
- 陳彥、鄭宇碩：《認同與全球化: 當代中國民族主義悖論 （页面存档备份，存于）》。
- 猪口孝：〈从日本的角度透视中国的民族主义 （页面存档备份，存于）〉。
- 从电影看狭隘民族主义_历史频道_凤凰网 （页面存档备份，存于）
- 新中華民族主義 維基文庫 （页面存档备份，存于）